# 伊佐市立大口南中学校
伊佐市立大口南中学校（いさしりつおおくちみなみちゅうがっこう）は、鹿児島県伊佐市大口下殿にかつてあった市立中学校。

## 概要
羽月中と西太良中の統合により創設された。2006年5月1日現在の生徒数は、166名である。2015年3月をもって、伊佐市立山野中学校・伊佐市立大口中学校とともに統合された（伊佐市立大口中央中学校が開設された）ため閉校になった。

## 校区
以下の小学校区の全域が大口南中学校の通学区域となっていた。
- 羽月小学校校区
- 羽月北小学校校区
- 羽月西小学校校区
- 曽木小学校校区
- 針持小学校校区

## 沿革
- 1947年（昭和22年） - 以下の2校が設置される[1]。
  - 羽月村立羽月中学校
  - 西太良村立西太良中学校
- 1954年（昭和29年） - 羽月村及び西太良村が大口町及び山野町と合併し、大口市となったのに伴い大口市立羽月中学校、大口市立西太良中学校にそれぞれ改称。
- 1970年（昭和45年） - 大口市立羽月中学校と大口市立西太良中学校を統合し、大口市立大口南中学校が設置される[1]。
- 2008年（平成20年） - 大口市が菱刈町と新設合併し、伊佐市となったのに伴い、伊佐市立大口南中学校に改称する。
- 2015年（平成27年） - 伊佐市立大口中学校、伊佐市立山野中学校と共に統合し、伊佐市立大口中央中学校が設置されたのに伴い閉校。

## 進路
- 公立高校では主として大口高校、伊佐農林などへ進学した。